# Gustav Klimt

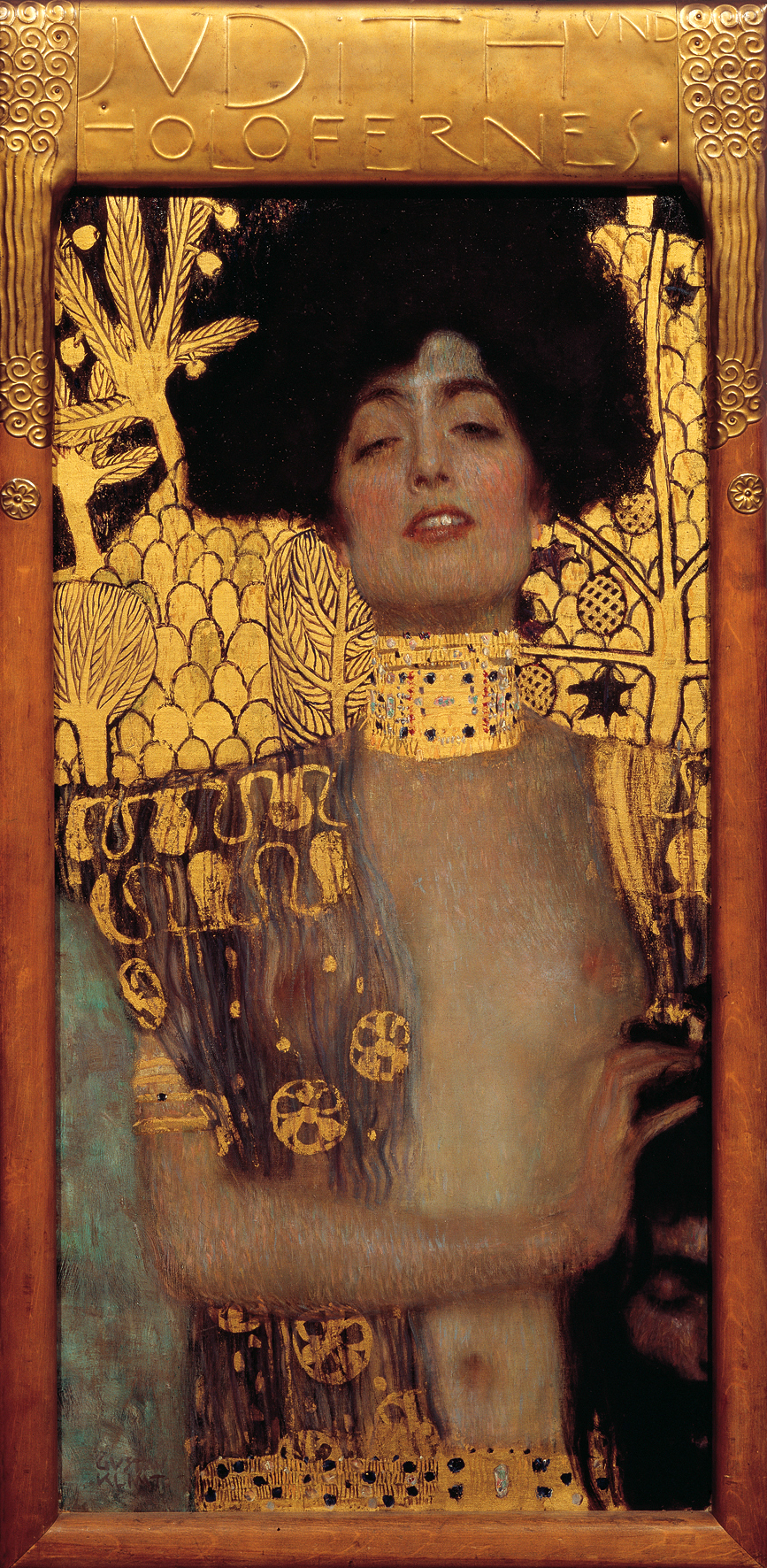
Judyta I (1901)

Gustav Klimt (ur. 14 lipca 1862 w Baumgarten, dziś w Penzing, 14 dzielnicy Wiednia, zm. 6 lutego 1918 w Wiedniu) – austriacki malarz i grafik, symbolista. Jeden z najwybitniejszych przedstawicieli secesji, przedstawiciel wiedeńskiego modernizmu.

## Życiorys
Ojciec malarza Ernst (starszy) był złotnikiem-grawerem. Bracia Klimta mieli również zajęcia twórcze: Ernst (młodszy) zajmował się malarstwem historycznym oraz dekoracyjnym, Georg był cyzelatorem. Gustav był drugim z siedmiorga rodzeństwa.
Klimt studiował w wiedeńskiej Kunstgewerbeschule (Szkole Sztuki Stosowanej). Pierwsze doświadczenie zawodowe zdobył wykonując różne prace dekoracyjne. Zajęcie to wraz z klimatem artystycznym rozwijającym się na przełomie wieków w Wiedniu odnalazło wyraz w dojrzałej twórczości artysty. Klimt stał się głównym inicjatorem dokonujących się przemian artystycznych, kiedy to w 1897 oficjalnie odrzucił kanony akademickie i wspólnie z innymi artystami założył Stowarzyszenie Artystów Austriackich – Secesję, z którą był związany do 1905.
Celem Klimta było stworzenie dzieła totalnego, absolutnego, tzn. wolnego od wszelkich konwencji, ograniczeń narzuconych przez akademickie koncepcje. Obrazy artysty są wyrazem nieograniczonej swobody twórczej, w pełni wyrażają bujność i złożoność epoki, w której dane było mu tworzyć. Jego prace stały się inspiracją dla wielu nowoczesnych artystów.
Portret „Adela Bloch-Bauer I”, zwany Złotą Adelą (1907), obraz, przy wykonaniu którego artysta zastosował złoto i srebro w płatkach, został sprzedany w 2006 roku spadkobiercy imperium kosmetycznego Ronaldowi S. Lauderowi za 135 mln $ – była to wówczas najwyższa kwota, jaką uzyskano za obraz. Zanim został sprzedany przez krewną Adeli, Marię Altmann, prawowita właścicielka toczyła wieloletni proces o jego odzyskanie z rządem Republiki Austrii. Jak ustalił w 1998 roku dziennikarz śledczy Hubertus Czernin, dzieło to, zrabowane rodzinie Bloch Bauerów przez nazistów w 1941, wraz z wieloma innymi wisiało w Galerii Belvedere. Rząd Republiki Austrii odmówił oddania własności, co skutkowało procesem w amerykańskim Sądzie Najwyższym. Dzięki jego decyzji Maria Altmann odzyskała kilka obrazów Klimta. Historia obrazu – która odbiła się szerokim echem w kręgach międzynarodowych, aktualizując nierozliczone zbrodnie nazizmu – została opisana przez amerykańską dziennikarkę Anne Marie O’Connor w książce Złota dama (polski przekład Tomasz Pichór, Wyd. W.A.B.), a następnie zekranizowana pod tym samym tytułem przez Simona Curtisa.
W 2021 roku Francja zwraca spadkobiercom obraz „Krzewy różane pod drzewami”. Jak przekazała na konferencji francuska minister kultury Roselyne Bachelot, pierwotna właścicielka dzieła austriackiego artysty Gustava Klimta – Nora Stiasny, pochodząca ze znanej austriackiej rodziny żydowskiej – po aneksji Austrii przez nazistów w 1938 roku została zmuszona, by sprzedać obraz „Krzewy różane pod drzewami” po zaniżonej cenie. W 1942 roku Stiasny trafiła do obozu koncentracyjnego i zmarła. Obraz nabył sympatyzujący z nazistami handlarz dziełami sztuki i trzymał go aż do swojej śmierci. Francja, nieświadoma historii tego dzieła, ostatecznie kupiła go na aukcji dla swojego paryskiego Musée d’Orsay w 1980 roku – wyjaśniała minister. Teraz płótno zostanie zwrócone spadkobiercom.

## Wybrane prace artysty
- Pocałunek, 1907–1908, olej na płótnie,180 × 180 cm, Österreichische Galerie Belvedere
- Danae, 1907–1908, olej na płótnie, 77 × 83 cm, Galerie Würthle
- Medycyna, 1900–1907, Uniwersytet Wiedeński
- Dziewica, 1912–1913, olej na płótnie, 190 × 200 cm, Galeria Narodowa w Pradze
- Róże wśród drzew, ok. 1905, olej na płótnie 110 × 110 cm, Musée d’Orsay
- Alegoria sztuki egipskiej, ok. 1890, fresk, Muzeum Historii Sztuki w Wiedniu
- Fryz Beethovena, 1902, fresk w Budynku Secesji w Wiedniu
- Śmierć i życie, 1915–1916, olej na płótnie, 180,5 × 200,5 cm, Muzeum Leopoldów w Wiedniu

## Wybrane prace

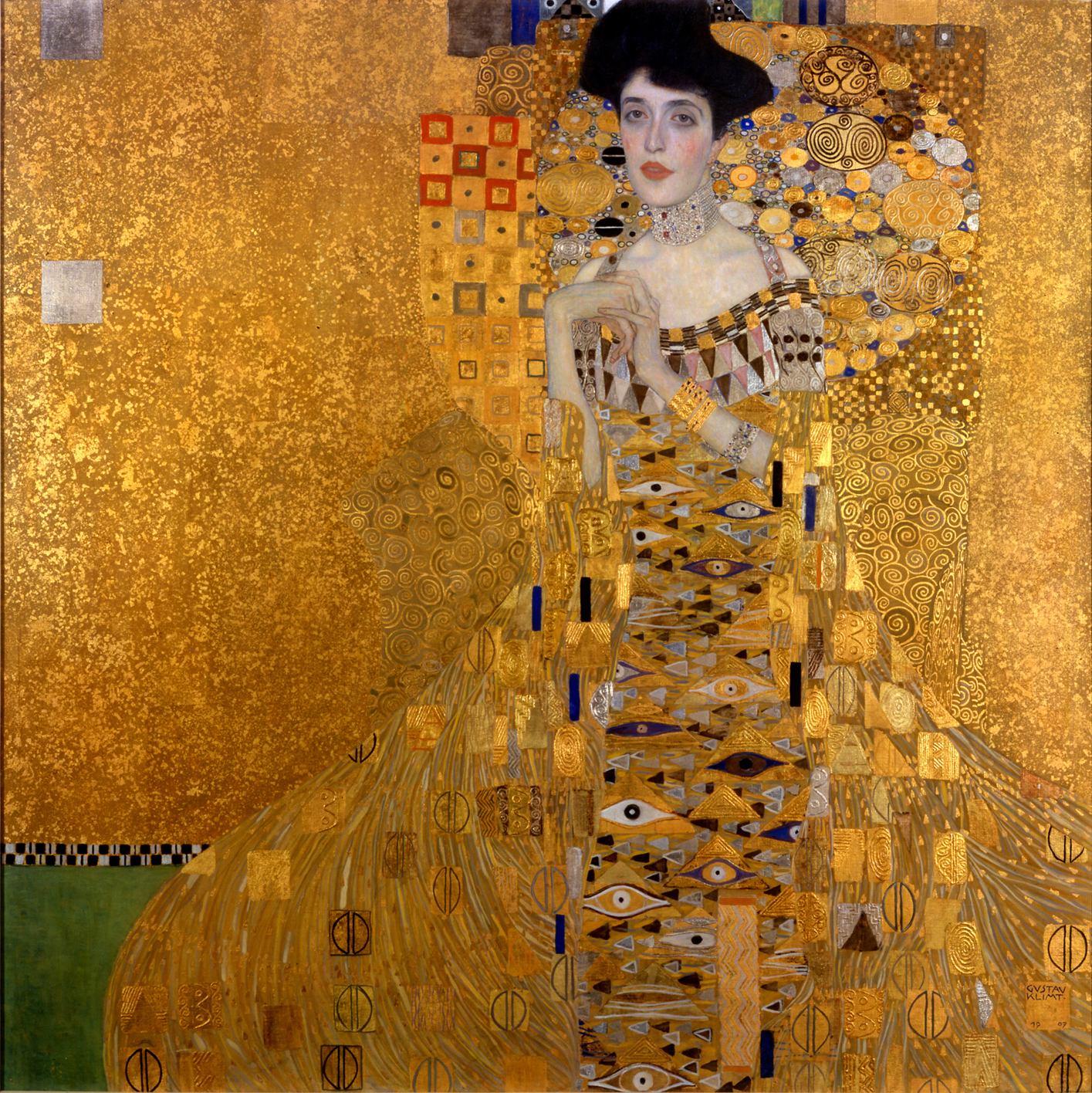
Portret Adeli Bloch-Bauer I – Złota Adela, 1907, Neue Galerie New York
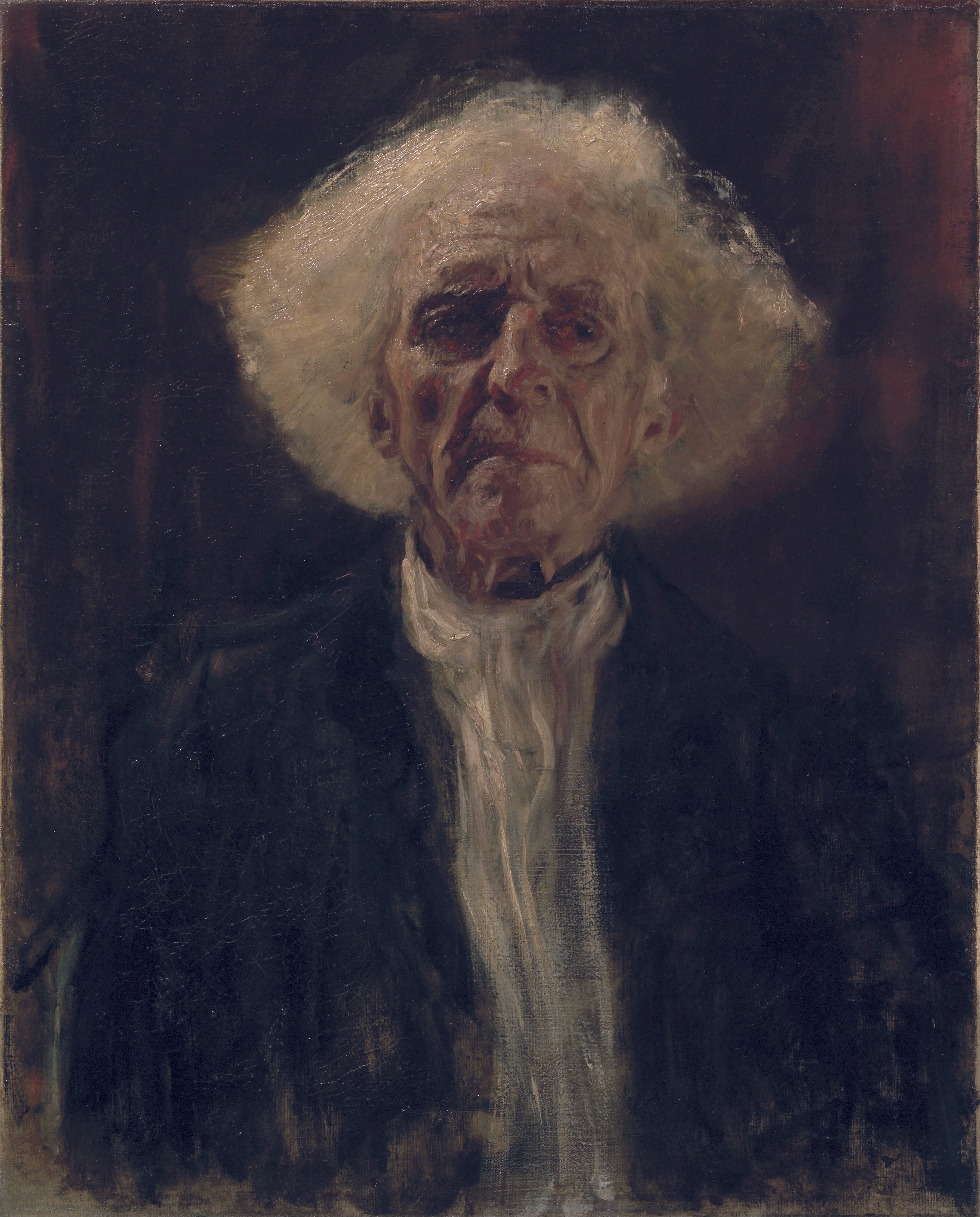
Ślepiec, 1896, Leopold Museum
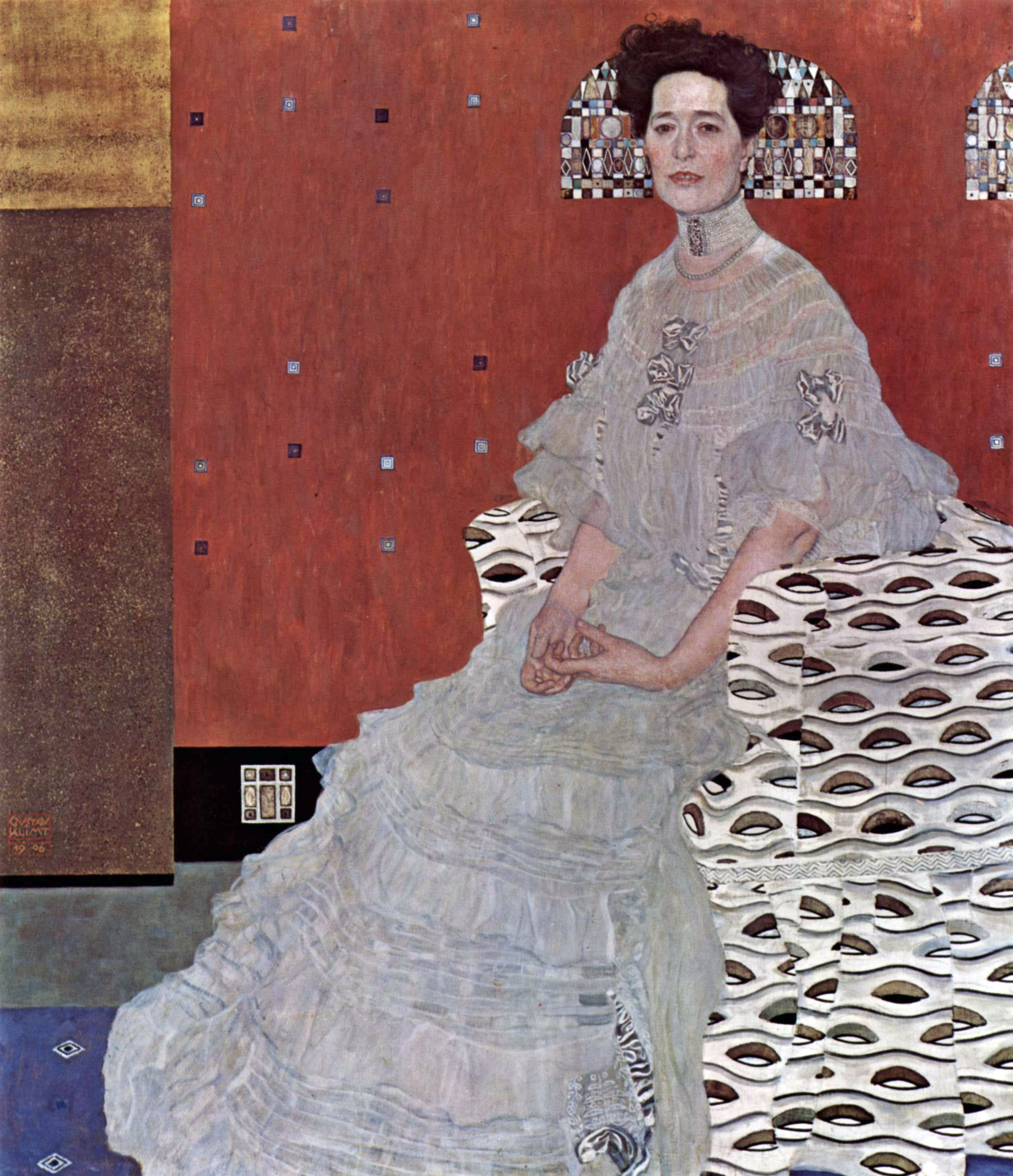
Portret Fritzy Riedler, 1906
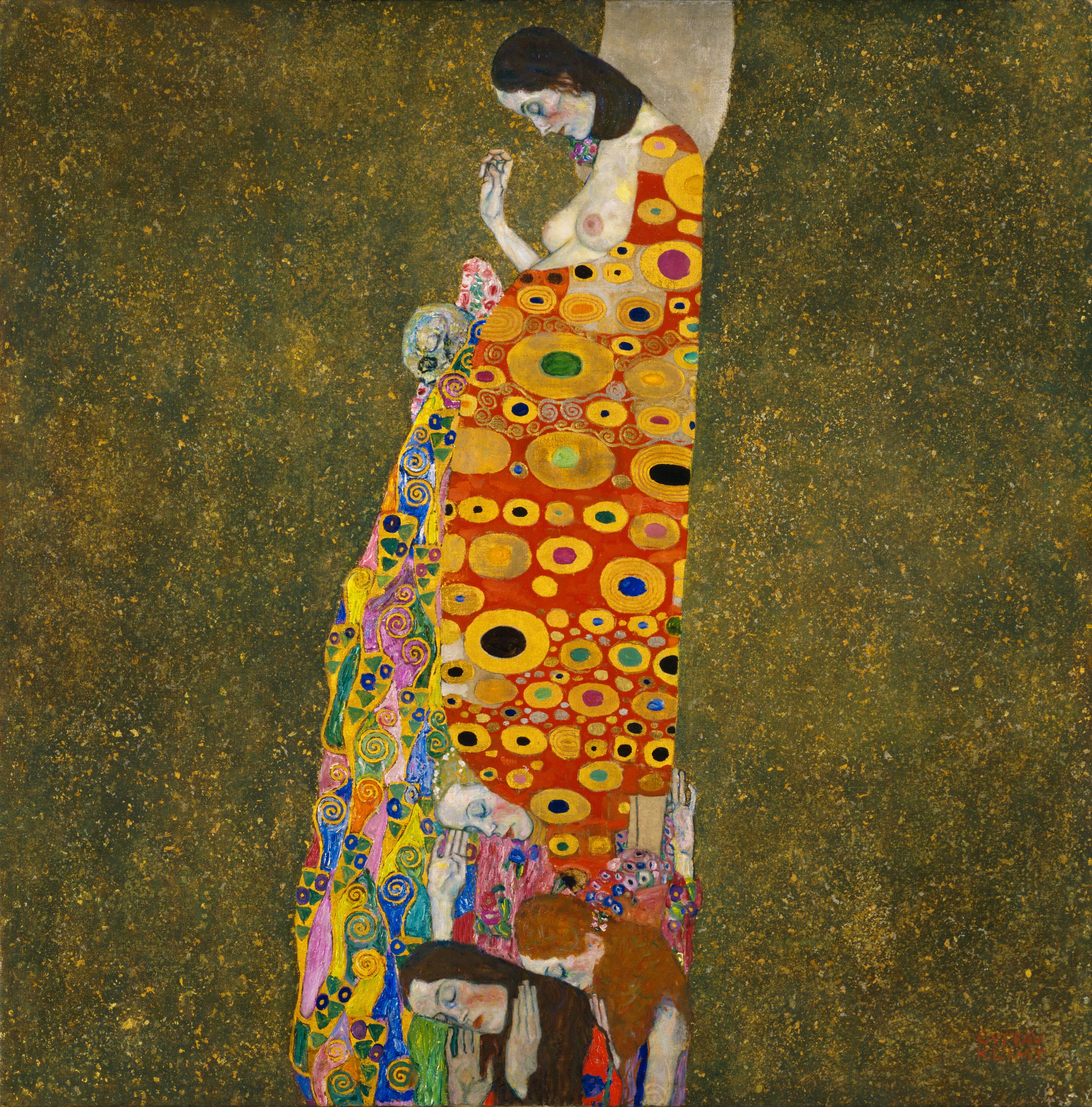
Nadzieja II 1907–1908, Museum of Modern Art, New York City
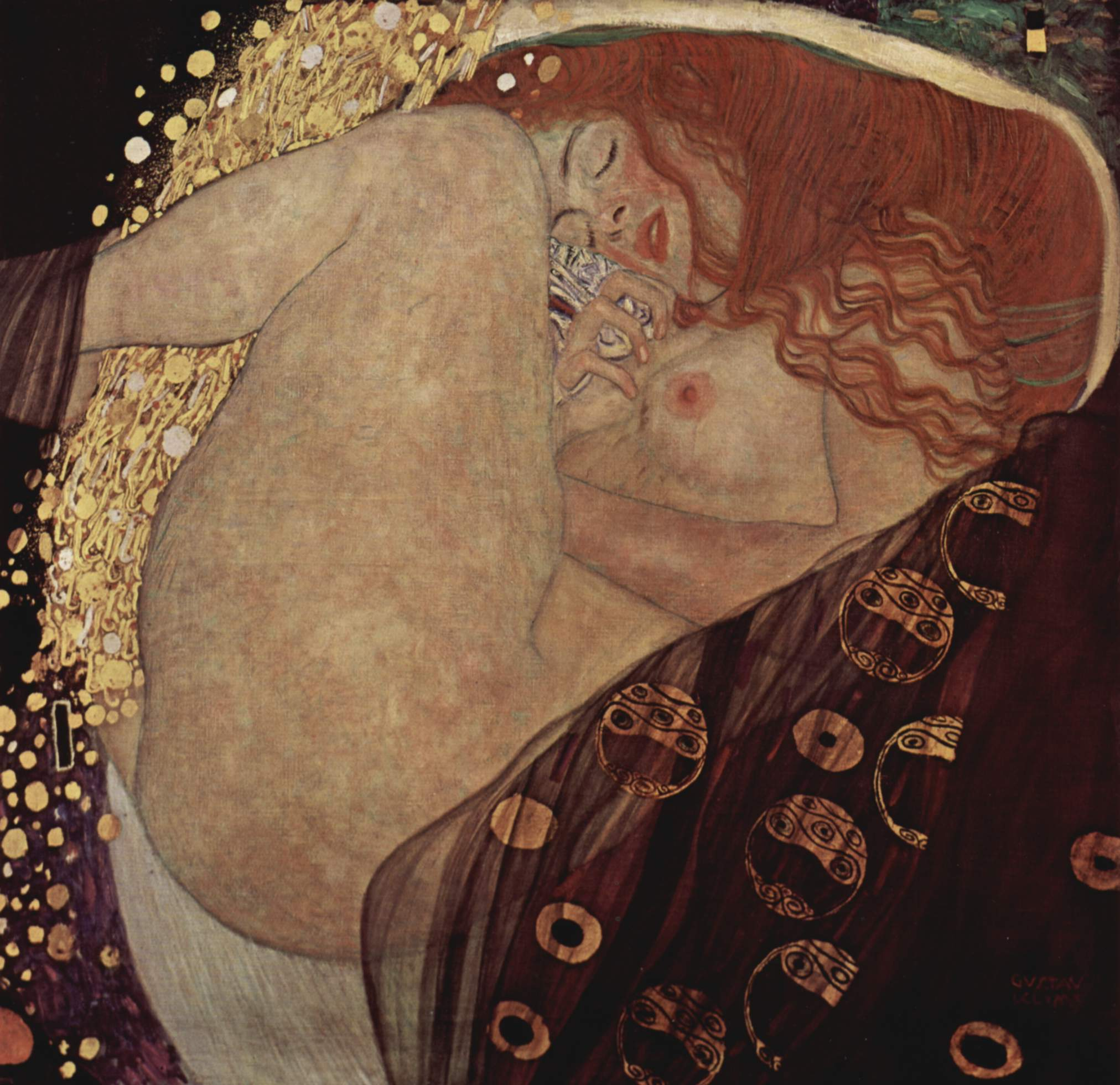
Danaë, 1907. kolekcja prywatna, Wiedeń
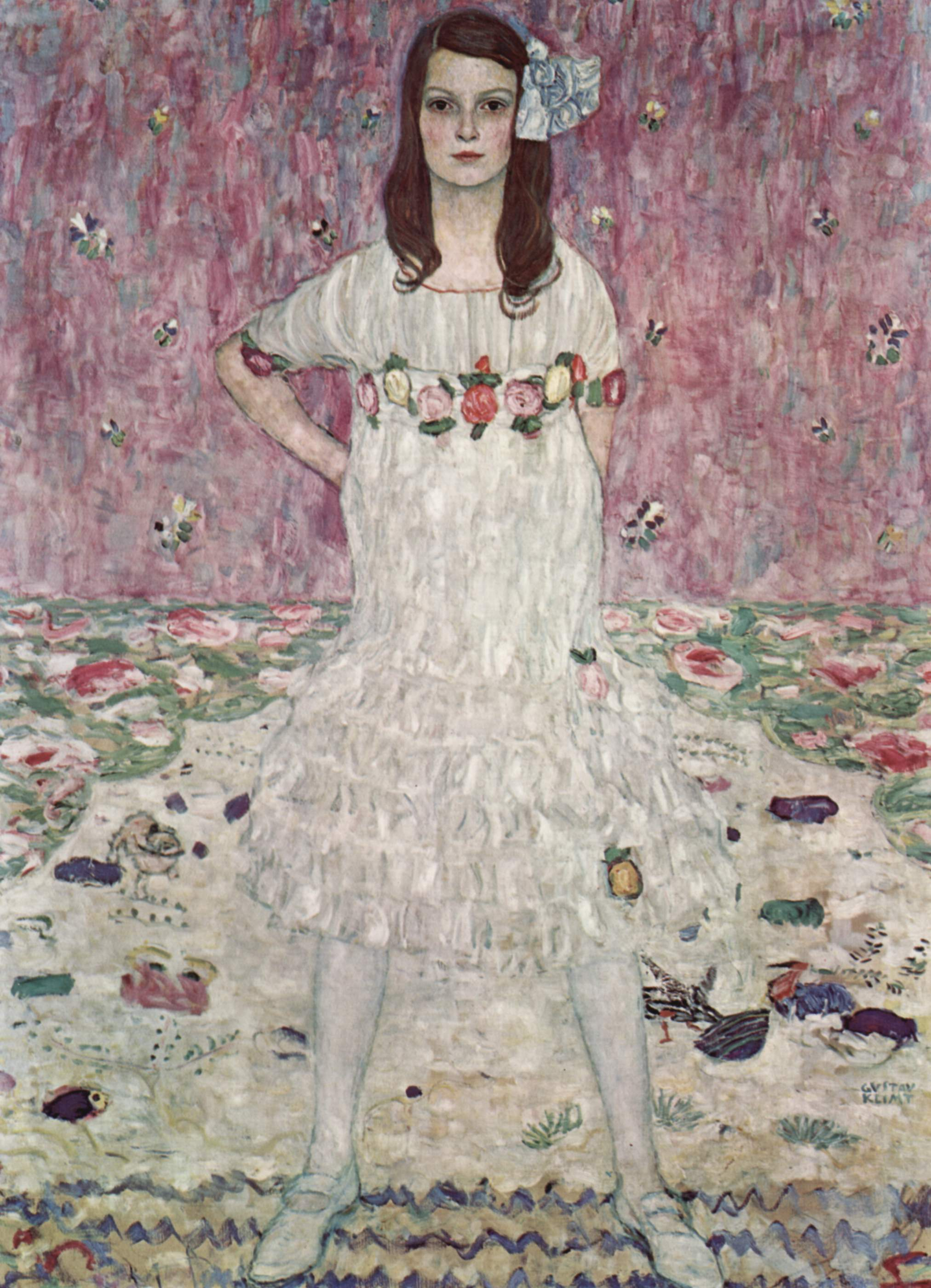
Mäda Gertrude Primavesi, 1912, Metropolitan Museum of Art, New York City
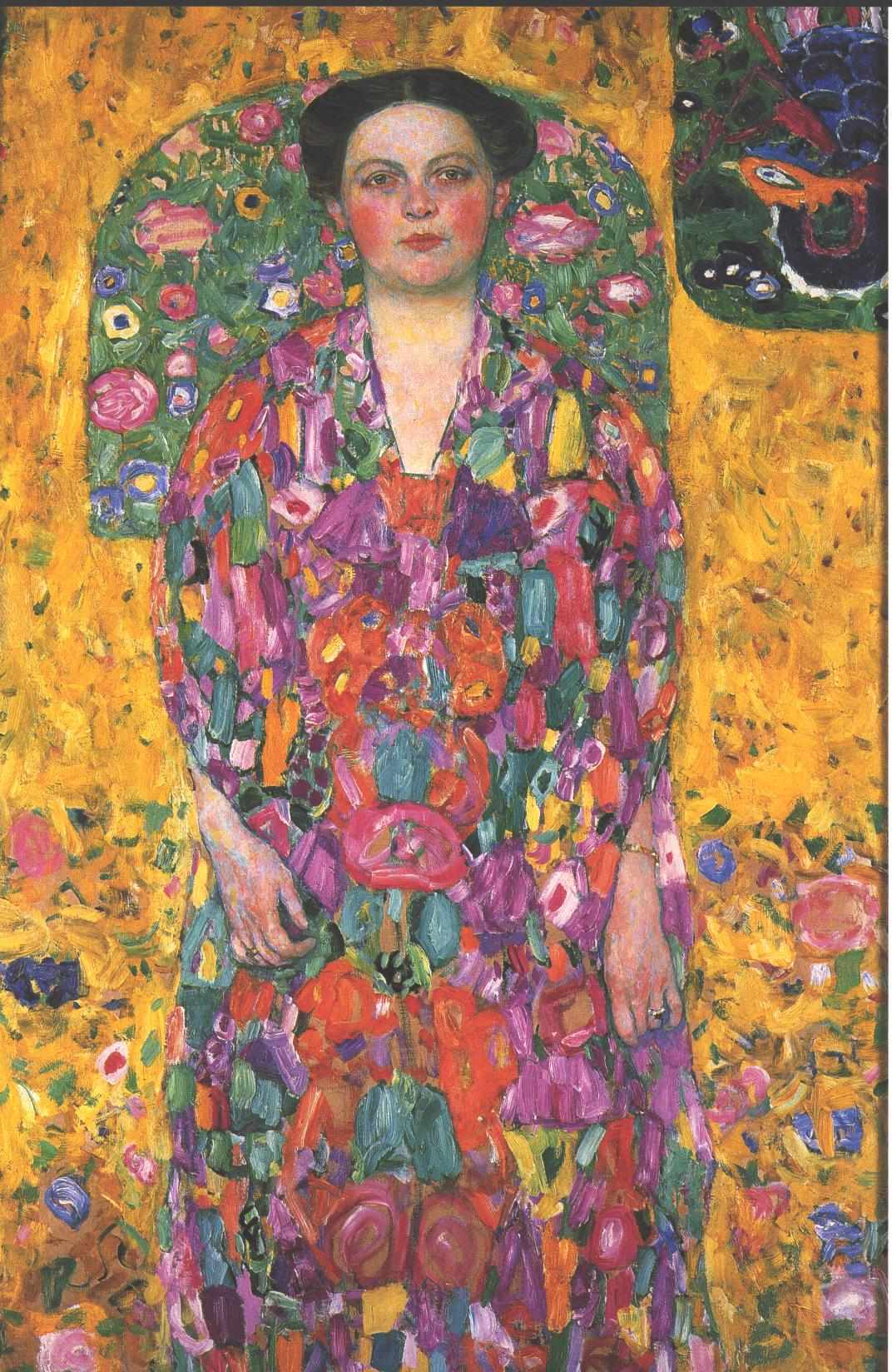
Eugenia Primavesi (1913–1914)
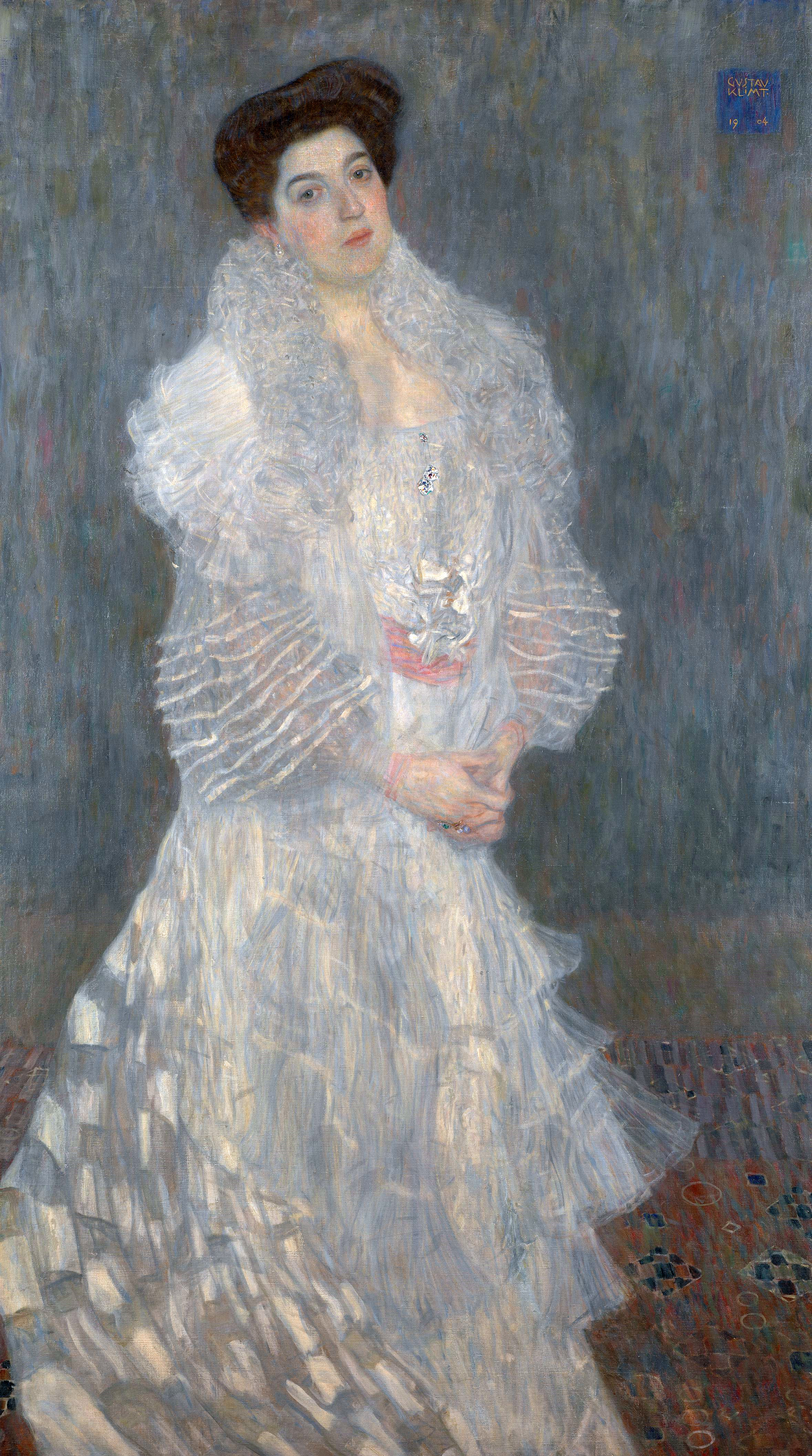
Portret Hermine Gallii, 1904, National Gallery, London
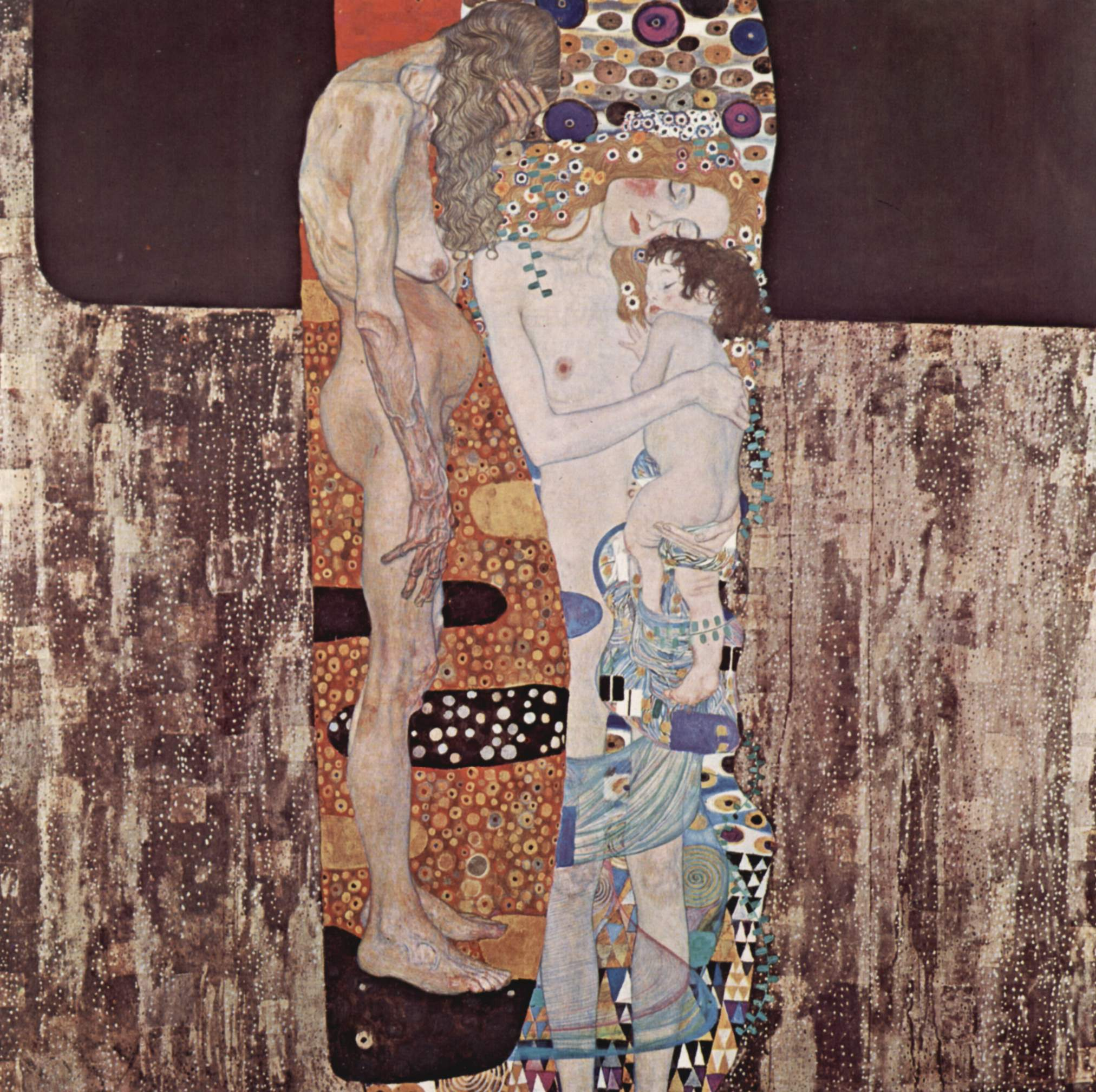
Trzy etapy życia, 1905, Galleria Nazionale d’Arte Moderna, Rzym
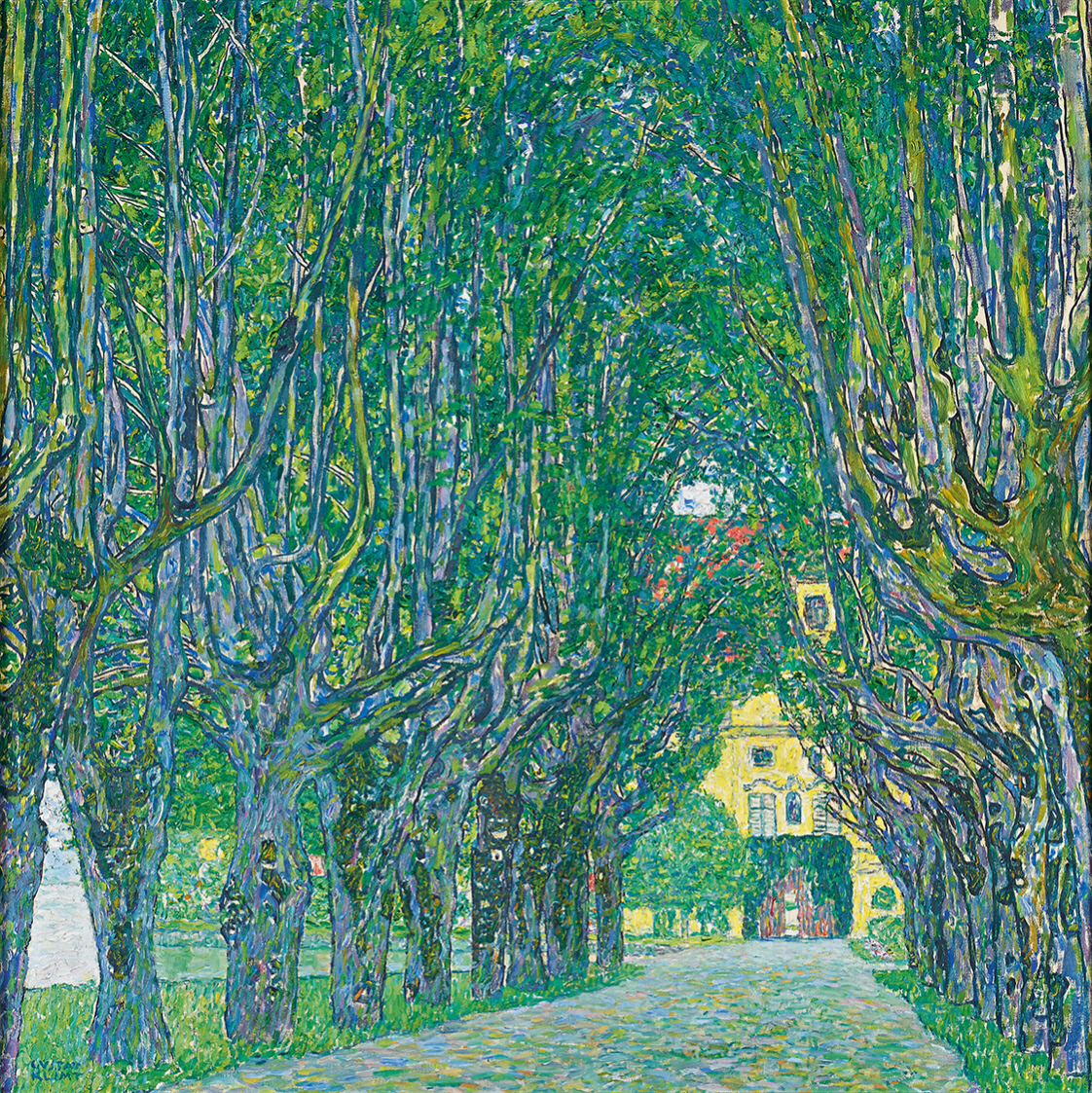
Aleja w parku zamku Kammer, 1912, Österreichische Galerie Belvedere
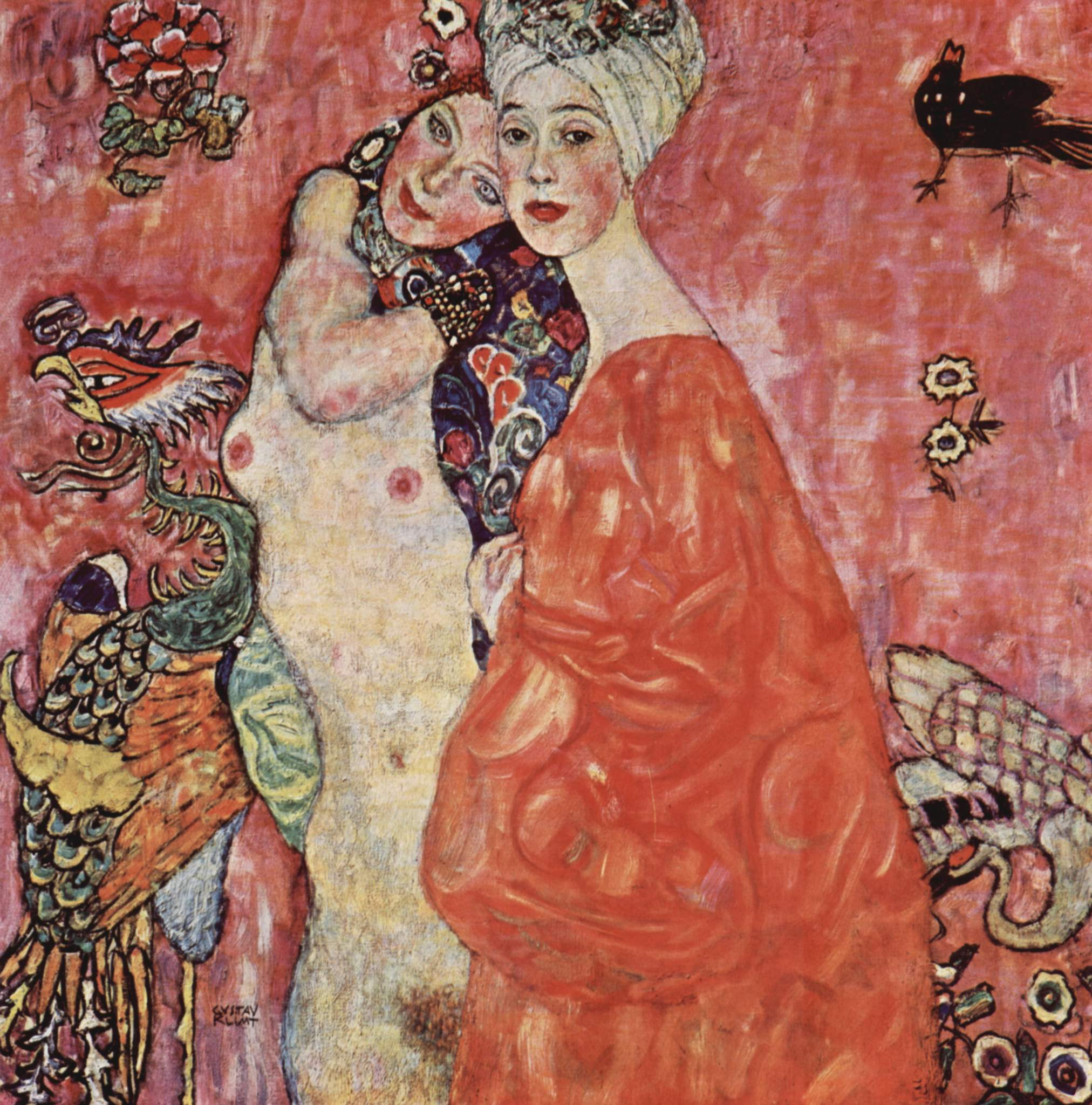
Przyjaciółki, 1916–1917 (Galerie Welz, Salzburg, zniszczony)